# BRM Aero Bristell
BRM Aero Bristell je dvosedežno nizkokrilno ultralahko športno letalo, ki ga je zasnoval Milan Bristela, proizvaja pa ga češki BRM Aero.Letalo je grajeno iz večinoma aluminija. Standardni motor je 80-konjski Rotax 912UL, so pa možni tudi 100-konjski Rotax 912ULS, 95-konjski ULPower UL260i/iS, 118-konjski ULPower UL350i in 85 konjski Jabiru 2200 ter 120 konjski Jabiru 3300. Letalo ni certificirano oz. ima po največ ameriški LSA certifikat, ker je enakovredno ultralahkemu letalu do 600 kg. 

## Specifikacije (Bristell UL)
Podatki iz AVweb in proizvajalčeva stran
Splošne značilnosti
- Posadka: 1 pilot
- Število sedežev: 1 potnik
- Dolžina: 6,45 m (21 ft 2 in)
- Razpon kril: 8,13 m (26 ft 8 in)
- Višina: 2,28 m (7 ft 6 in)
- Površina kril: 10,5 m2 (113 sq ft)
- Teža praznega letala: 290 kg (639 lb)
- Bruto teža: 472,5 kg (1.042 lb)
- Kapaciteta goriva: 130 L (29 imp gal; 34 US gal)
- Pogon letala: 1 × Rotax 912ULS , 75 kW (100 hp)

Zmogljivost
- Potovalna hitrost: 214 km/h (133 mph; 116 kn)
- Hitrost pri porušitvi vzgona: 52 km/h (32 mph; 28 kn) s spuščenimi zakrilci
- Neprekoračljiva hitrost: 270 km/h (168 mph; 146 kn)
- g-omejitev: +4/-2
- Obremenitev kril: 45 kg/m2 (9,2 lb/sq ft)

## Zunanje pvoezave
- Uradno spletno mesto